# Маккен (Німеччина)
Маккен (нім. Macken) — громада в Німеччині, розташована в землі Рейнланд-Пфальц. Входить до складу району Маєн-Кобленц. Складова частина об'єднання громад Райн-Мозель.
Площа — 8,61 км2. Населення становить 343 ос. (станом на 31 грудня 2020).